# ボローニャのカタリナ
ボローニャのカタリナ（イタリア語表記: Caterina da Bologna）またはカタリナ・デ・ヴィグリ（Caterina de' Vigri、1413年9月8日 - 1463年3月9日）は、イタリアの聖職者、芸術家である。1458年にボローニャに、聖クララ会の修道院を建て、院長を務めた。1703年に教皇クレメンス11世によって列福され、1712年5月22日に同じ教皇によって列聖された。

## 略歴
ボローニャの上流階級の娘に生まれた。父親のジョヴァンニ・ヴィグリ（Giovanni Vigri）は、フェラーラ侯のニッコロ3世・デステに仕える公証人であった。カタリナは侯爵妃パリシーナ・マラテスタの侍女になり、宮廷で教育を受けた。
1426年にパリシーナ・マラテスタが不貞の罪で処刑された後、カタリナは宮廷を去り、宗教生活に入りフェラーラのコルプス・ドミニ修道院で修行した。カタリナは絵の才能を示し、修道院長に勧められて宗教画を描きいくつかの作品が残されている。
1455年に教皇カリストゥス3世から、イタリア各地に聖クララ会修道院を設立する許可を出した時、フェラーラからボローニャに派遣を求められた修道女の一人となり、ボローニャの修道院長に任命された。1456年7月22日に故郷の町に到着し、教皇使節のベッサリオン枢機卿や市の大司教に厳粛に迎えられ、聖職者や市の元老院のメンバーや住民に歓迎された。修道院長として尊敬される行いをしボローニャで7年間過ごした後、1463年3月9日に亡くなった。
著作には『霊的な戦いに必要な七つの武器』（Le sette armi necessarie alle battaglia spirituali）がある。1703年に教皇クレメンス11世によって列福され、1712年5月22日に同じ教皇によって列聖された。

## ボローニャの聖カタリナの作品

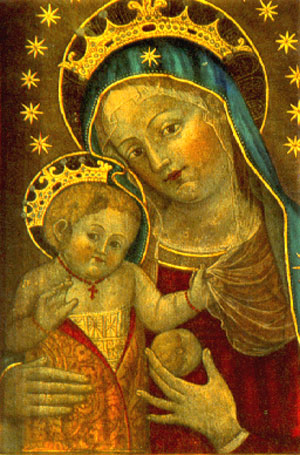
聖母子 J・ポール・ゲティ美術館の写本
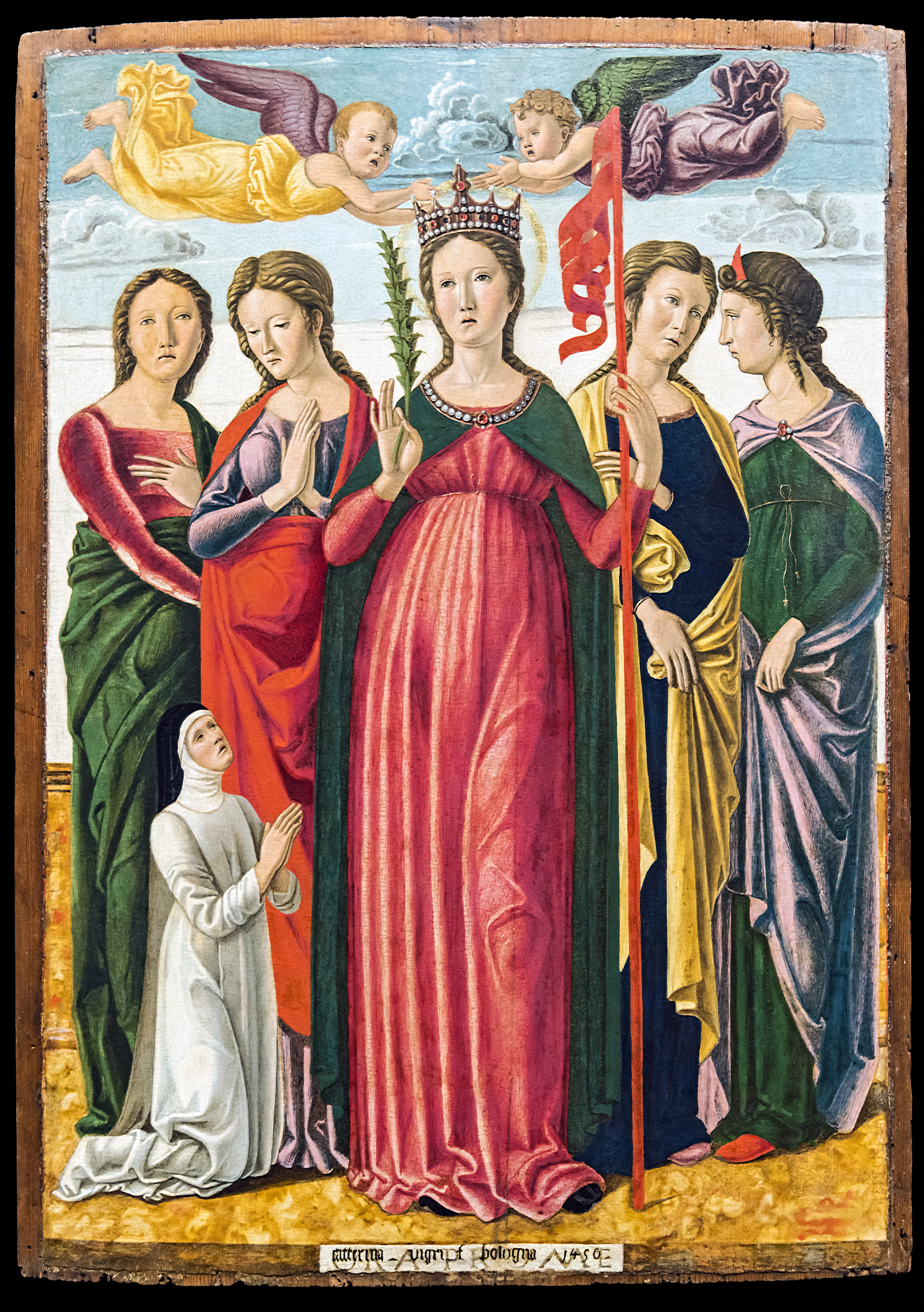
4人の聖人と1人の修道女に崇拝される聖ウルスラ アカデミア美術館 (ヴェネツィア)